# O suicídio de Dorothy Hale
O suicídio de Dorothy Hale é uma pintura com tinta a óleo de Frida Kahlo. A data de criação é 1939. Retrata Dorothy Hale. Está localizada no Museu de Arte de Phoenix.
É considerada uma das obras mais polêmicas e controversas de Kahlo.

## Descrição e análise
A pintura retrata, como uma novela gráfica, o suicídio da atriz estadunidense Dorothy Hale, em 1938. Mostra Hale no terraço, caindo para sua morte e também deitada no chão. Foi notado que Kahlo teria se identificado com Hale, já que produziu a obra num período de depressão.
A legenda diz: "Na cidade de Nova York, no vigésimo primeiro dia do mês de outubro, 1938, às seis da manhã, a senhora Dorothy Hale cometeu suicídio ao jogar-se de uma janela muito alta no edifício Hampshire House. Em sua memória [...] este retablo, executado por Frida Kahlo". Baruch even gave her $1,000 with the instructions, "... to buy a dress glamorous enough to capture a husband." No trecho que falta estava escrito "A senhora Clare Boothe Luce encomendou".

## Contexto e recepção
O quadro foi encomendado pela empresária Clare Boothe Luce, uma admiradora de Kahlo, para homenagear Hale. A ideia de Luce era que o retrato fosse um memorial para a atriz, de quem era amiga. Imaginou provavelmente que Kahlo lhe faria um quadro convencional, que poderia até oferecer à mãe da atriz. Quando Luce viu a obra, em agosto de 1939, "quase desmaiou". Luce sentiu-se tão ofendida que considerou destruir a obra, mas no lugar pediu a um artista que escondesse a parte da legenda onde seu nome aparecia. O quadro ficou guardado, sem ser exposto, aos cuidados de Frank Crowninshield; foi descoberto anos depois, pelos herdeiros deste e doado anonimamente ao Museu de Arte de Phoenix.
Em 2010, o quadro foi exposto num evento em homenagem a Isamu Noguchi, a quem Luce havia justamente pedido a eliminação de seu nome da legenda.
O quadro de Kahlo inspirou a poesia "What Frida Kahlo Thought of the Suicide of Dorothy Hale, 1939: Frida's Vision; Frida's Painting; Death; Life/Death", de Margarita Luna Robles, em 1996.